# Stefanie Groiss-Horowitz

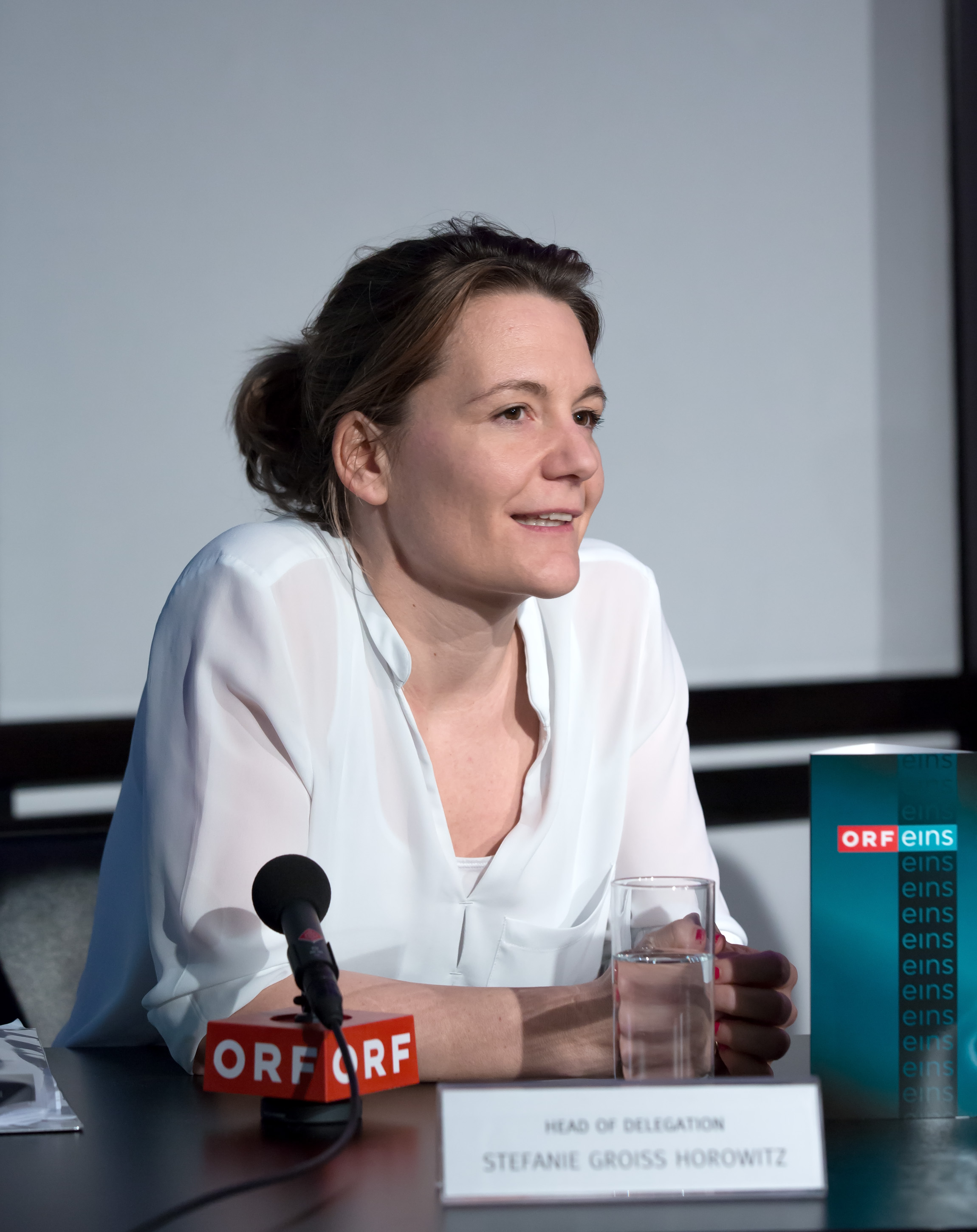
Stefanie Groiss-Horowitz (2015)

Stefanie Groiss-Horowitz (* 1. März 1977) ist eine österreichische Medienmanagerin. 2017 wurde sie Senderchefin von Puls 4. Im September 2021 wurde sie zur ORF-Programmdirektorin ab Jänner 2022 bestellt.

## Leben
Stefanie Groiss-Horowitz begann ihre Laufbahn beim Österreichischen Rundfunk 1998, wo sie bis 2002 in der Pressestelle für Programmkommunikation zuständig und von 2003 bis 2006 Büroleiterin des damaligen Programmdirektors Reinhard Scolik war.
Im Rahmen der ORF-Programmreform 2007 war sie ab April 2007 Redaktionsleiterin des im März 2009 eingestellten Vorabendmagazins wie bitte?. Von 2007 bis 2011 arbeitete sie in der strategischen Programmplanung an der Positionierung von ORF 1. Ab 2011 entwickelte und betreute sie Formate wie Undercover Boss, Die härtesten Jobs Österreichs und A-Team für ORF 1. 2014/15 leitete sie die Vorausscheidung Eurovision Song Contest – Wer singt für Österreich? und als Head of Delegation die Delegation zum österreichischen Beitrag der Makemakes für den Eurovision Song Contest 2015 in Wien.
2017 wechselte sie zur von Markus Breitenecker geführten Sendergruppe ProSieben/Sat1/Puls 4-Österreich, wo sie Senderchefin des Privatfernsehsenders Puls 4 wurde und für den Aufbau des Nachrichtensenders Puls 24 verantwortlich zeichnete. Bei Puls 4 verantwortete sie die österreichische Ausgabe von Ninja Warrior, 2020 holte sie das Format The Masked Singer als The Masked Singer Austria nach Österreich.
Vom ORF-Stiftungsrat wurde sie am 16. September 2021 auf Vorschlag von Roland Weißmann als Nachfolgerin von Kathrin Zechner zur Programmdirektorin des ORF ab Jänner 2022 bestellt. Im November 2021 gab Puls4 bekannt, dass ihre Stelle nicht nachbesetzt werde, stattdessen werde auf eine interne Lösung mit einem Content Board und einem Innovation Board gesetzt. Mit 4. Jänner 2022 wurde sie zusätzlich und interimistisch mit der Leitung von ORF 1 als Nachfolgerin von Channel Managerin Lisa Totzauer betraut.
Groiss-Horowitz ist mit der ORF-Journalistin und Moderatorin Nina Horowitz verpartnert, die unter anderem die Sendung Liebesg’schichten und Heiratssachen präsentiert.